# Антимікробні пептиди

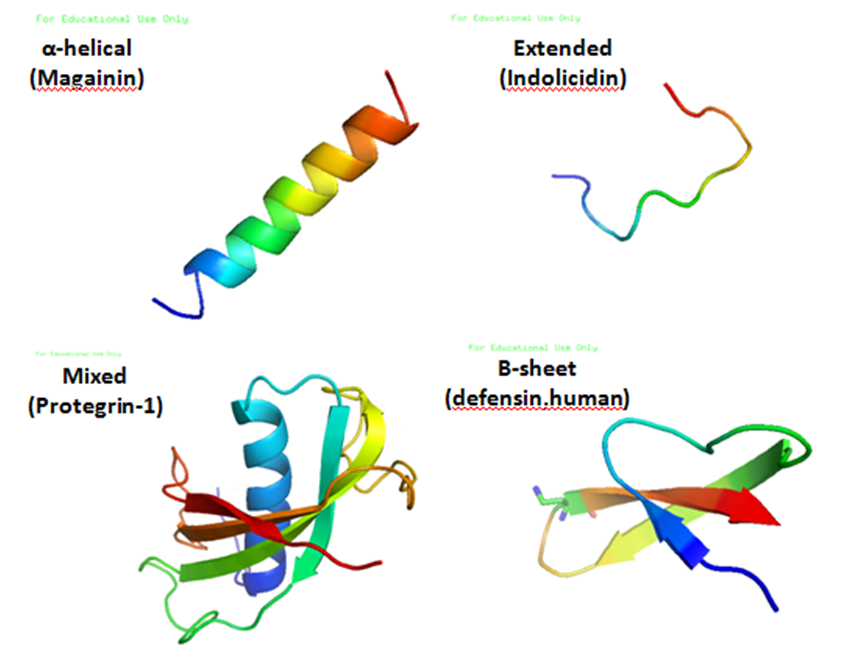
Різні структури антимікробних пептидів

Антимікробні пептиди, які також називаються захисними пептидами хазяїна, є частиною вродженої імунної відповіді, що характерна для всіх різновидів життя. Існують фундаментальні відмінності між прокаріотичними та еукаріотичними клітинами, які можуть бути мішенями для антимікробних пептидів . Ці пептиди є потужними антибіотиками широкого спектру дії, які демонструють гарний потенціал як нові терапевтичні засоби. Було продемонстровано, що антимікробні пептиди вбивають грамнегативні та грампозитивні бактерії, віруси з оболонкою, гриби та навіть трансформовані або ракові клітини. Виявилося, що, на відміну від більшості звичайних антибіотиків, антимікробні пептиди часто дестабілізують біологічні мембрани, можуть утворювати трансмембранні канали, а також можуть мати здатність підвищувати імунітет, функціонуючи як імуномодулятори.

## Структура

Антимікробні пептиди тварин, рослин і грибів, упорядковані за вмістом вторинної структури. Розмір кола вказує на загальну молекулярну масу кожного пептиду.

Антимікробні пептиди — унікальна та різноманітна група молекул, які поділяються на підгрупи на підставі їхнього амінокислотного складу та структури. Антимікробні пептиди, як правило, містять від 12 до 50 амінокислот. У складі цих пептидів є два або більше позитивно заряджених залишків, створених аргініном, лізином або, у кислому середовищі, гістидином, і велика частка (зазвичай >50%) гідрофобних залишків. Вторинні структури цих молекул мають такі 4 варіанти: 1) α-спіраль, 2) β-лист через наявність двох або більше дисульфідних зв'язків, 3) β-шпилька або петля завдяки наявності одного дисульфідного зв’язку та /або циклізації пептидного ланцюга, і 4) розширена структура. Багато з цих пептидів є неструктурованими у вільному розчині та згортаються у свою остаточну конфігурацію після розподілу в біологічних мембранах. Вони містять гідрофільні амінокислотні залишки, розташовані вздовж однієї сторони, і гідрофобні амінокислотні залишки вздовж протилежної сторони спіральної молекули. Ця амфіпатичність антимікробних пептидів дозволяє їм розподілятися в подвійному ліпідному шарі мембрани. Здатність асоціюватися з мембранами є вирішальною властивістю антимікробних пептидів, хоча проникність мембрани не є необхідною. Ці пептиди мають різноманітну антимікробну активність, починаючи від створення проникності мембрани до дії на низку цитоплазматичних мішеней.
| Тип                                                        | Характеристика                                            | Антимікробні пептиди |
| ---------------------------------------------------------- | --------------------------------------------------------- | --- |
| Аніонні пептиди                                            | Багаті на глутамінову й аспарагінову кислоти              | Максимін Н5 амфібій, дермсідин людини |
| Лінійні катіонні α-спіральні пептиди                       | Відсутній цистеїн                                         | Цекропіни, андропін, моріцин, цератотоксин і мелітин комах, магаїнін, дермасептин, бомбінін, бревінін-1, ескулентини та буфорин II амфібій, CAP18 кроликів, LL37 людей |
| Катіонні пептиди, збагачені певною амінокислотою           | Багаті на пролін, аргінін, фенілаланін, гліцин, триптофан | Абаецин, дрозоцин, апідецин, диптерицин і атацин комах, профенін свиней, індоліцидин великої рогатої худоби.                                                           |
| Аніонні/катіонні пептиди, що утворюють дисульфідні зв'язки | Містять 1–3 дисульфідні зв'язки                           | - 1 зв'язок: бревініни; - 2 зв'язки: протегрін свині, тахіплезини мечохвостів; - 3 зв'язки: дефензини людини; - більше 3: дрозоміцин плодових мушок                    |

## Активність

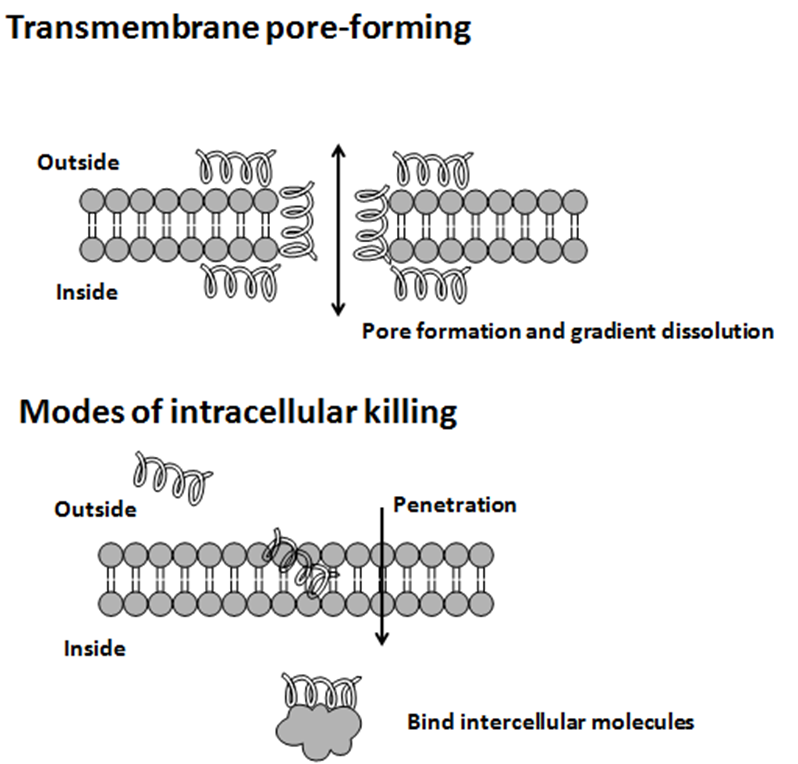
Способи дії антимікробних пептидів: вгорі — утворення пори в мембрані, внизу — проникнення через мембрану та зв'язування з внутрішньоклітинними молекулами.

Способи дії, за допомогою яких антимікробні пептиди вбивають мікробів, різноманітні та можуть відрізнятися для різних видів бактерій. Деякі антимікробні пептиди вбивають як бактерії, так і гриби, наприклад, псоріазин вбиває кишкову паличку та деякі нитчасті гриби. Часто мішенню є цитоплазматична мембрана, але пептиди також можуть перешкоджати синтезу ДНК і білків, згортанню білків і синтезу клітинної стінки. Початковий контакт між пептидом і цільовим організмом є електростатичним, оскільки більшість бактеріальних поверхонь є аніонними або гідрофобними, як, наприклад, у випадку антимікробного пептиду пісцидину. Їхній амінокислотний склад, амфіпатичність, катіонний заряд і розмір дозволяють їм прикріплюватися до подвійних шарів мембрани та вмонтовуватися в них, утворюючи пори за допомогою механізмів «бочка-ствол», «килим» або «тороїдальна пора». Крім того, вони можуть проникати в клітину, щоб зв’язувати внутрішньоклітинні молекули, які є вирішальними для життя клітини. Моделі внутрішньоклітинного зв’язування включають інгібування синтезу клітинної стінки, зміну цитоплазматичної мембрани, активацію аутолізину, інгібування синтезу ДНК, РНК і білка, а також інгібування певних ферментів. Однак у багатьох випадках точний механізм убивства бактерій залишається невідомим. Одним із нових методів дослідження таких механізмів є подвійна поляризаційна інтерферометрія. На відміну від багатьох звичайних антибіотиків, ці пептиди є бактерицидними, а не бактеріостатичними. Загалом, антимікробну активність цих пептидів визначають шляхом вимірювання мінімальної інгібуючої концентрації, яка є найнижчою концентрацією препарату, що пригнічує ріст бактерій.
Антимікробні пептиди можуть мати різні види активності, зокрема проти грампозитивних та грамнегативних бактерій, грибків, вірусів, паразитів, а також мати протиракову дію. Функціональний аналіз цих пептидів показав, що серед основних їхніх властивостей саме амфіпатичність і заряд найкраще відрізняють пептиди з активністю проти грамнегативних бактерій і без такої. Для активності проти грамнегативних бактерій потрібні сильна амфіпатичність та позитивний заряд.

## Імуномодуляція
Було показано, що окрім безпосереднього знищення бактерій антимікробні пептиди мають низку імуномодулюючих функцій, які можуть бути залучені до позбавлення організму від інфекції через здатність змінювати експресію генів хазяїна, діяти як хемокіни та/або індукувати вироблення хемокінів, пригнічуючи ліпополісахариди, які були індуковані синтезом прозапальних цитокінів, сприяючи загоєнню ран і модулюючи відповідь дендритних клітин і клітин адаптивної імунної відповіді. Моделі на тваринах показують, що захисні пептиди хазяїна є вирішальними як для запобігання, так і для очищення від інфекції. Схоже, що багато пептидів, спочатку виділених і названих «антимікробними пептидами», як було показано, мають важливіші альтернативні функції in vivo (наприклад, гепсидин). Інший пептид, дускветид, є імуномодулятором, який діє через білок p62, що бере участь у передачі сигналів про інфекцію, і досліджується з метою з'ясувати, чи може він допомогти у відновленні радіаційно-індукованого пошкодження слизової оболонки порожнини рота, яке виникає під час променевої терапії раку голови та шиї.

## Механізми дії

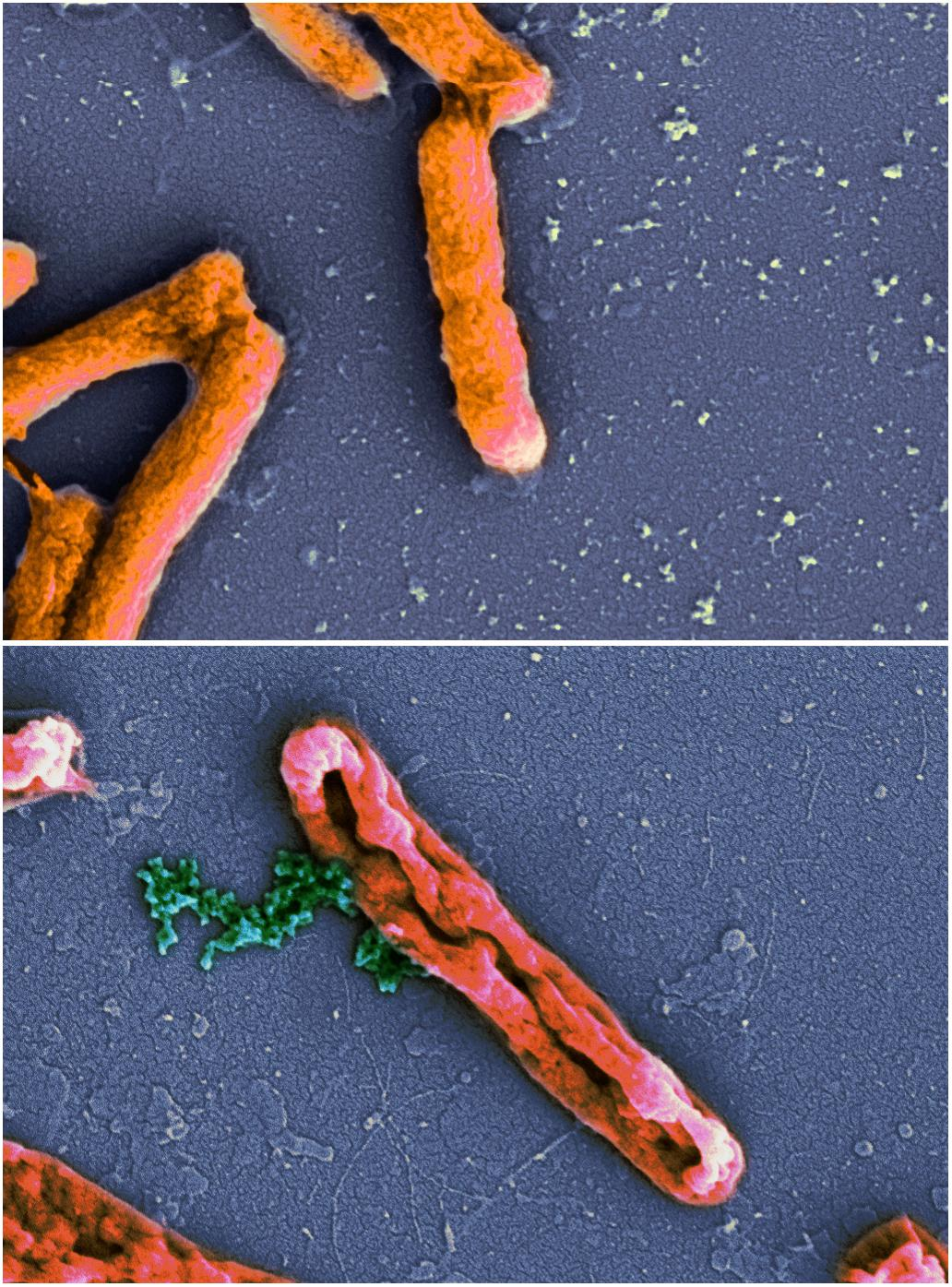
Зображення, отримані за допомогою сканувального електронного мікроскопа (50 000-кратне збільшення), демонструють дію експериментального антимікробного пептиду NN2_0050 на клітинну мембрану E. coli (K12 MG1655). Вгорі: неушкоджені клітинні мембрани в контрольній групі. Внизу: порушені клітинні мембрани та витік бактеріальної хромосоми (зелений колір) в дослідній групі.

Антимікробні пептиди, як правило, мають позитивний заряд, що дозволяє їм взаємодіяти з негативно зарядженими молекулами, які знаходяться на поверхні бактерій і ракових клітин, такими як фосфоліпід фосфатидилсерин, О-глікозильовані муцини, модифіковані гангліозиди та сульфати гепарину. Механізм дії цих пептидів дуже різноманітний, але його можна спростити на дві категорії: мембранолітичні та немембранолітичні антимікробні пептиди. Руйнування мембран мембранолітичними антимікробними пептидами можна описати чотирма моделями:
- тороїдальна модель
- невпорядкована тороїдально-порова модель
- модель "килима"
- "бочкова клепкова" модель

Хоча особливості кожного механізму відрізняються, усі припускають розрив мембрани, спричинений пептидами, що призводить до витоку цитоплазми, що в кінцевому підсумку призводить до смерті.
Немембранолітичні антимікробні пептиди можуть також функціонувати як метаболічні інгібітори, безпосередньо взаємодіючи з ДНК, РНК або апаратом синтезу білка, та як інгібітори синтезу клітинної стінки або формування перегородки. Відомо також, що вони спричинюють агрегацію рибосом та делокалізують мембранні білки.
Додатковий рівень складності досліджень полягає в тому, що багато природних антимікробних пептидів мають слабку бактерицидну дію. Як стало відомо, замість того, щоб безпосередньо пригнічувати ріст бактерій, вони діють узгоджено з імунною системою хазяїна за допомогою таких механізмів як індукція хемокінів, вивільнення гістаміну та модуляція ангіогенезу. Ці імуномодулюючі ефекти лише нещодавно почали привертати увагу.
Для визначення механізмів активності антимікробних пептидів було використано кілька методів. Зокрема, твердотільні ЯМР-дослідження дали пояснення розриву мембрани антимікробними пептидами на атомному рівні. В останні роки рентгенівська кристалографія була використана для детального опису того, як сімейство рослинних дефензинів розриває мембрани шляхом ідентифікації ключових фосфоліпідів у клітинних мембранах збудника. Вважається, що людські дефензини діють через подібний механізм, націлюючись на ліпіди клітинної мембрани як частину їхньої функції. Було показано, що бета-дефензин 2 людини вбиває патогенні гриби Candida albicans шляхом взаємодії зі специфічними фосфоліпідами. Комп'ютерне моделювання молекулярної динаміки може пролити світло на молекулярний механізм і специфічні взаємодії пептидів з ліпідами, іонами та розчинником.
| Методи                                             | Застосування |
| -------------------------------------------------- | --- |
| Мікроскопія                                        | Візуалізувати вплив антимікробних пептидів на мікробні клітини                                                                                      |
| Атомно-емісійна спектроскопія                      | Виявляти втрати внутрішньоклітинного калію (вказівка на те, що цілісність бактеріальної мембрани була порушена)                                     |
| Флуоресцентні барвники                             | Вимірювати здатність антимікробних пептидів робити пори в мембранних везикулах                                                                      |
| Утворення іонних каналів                           | Оцінювати утворення та стабільність пор, індукованих антимікробними пептидами                                                                       |
| Круговий дихроїзм і орієнтований круговий дихроїзм | Вимірювати орієнтацію та вторинну структуру антимікробного пептиду, зв’язаного з ліпідним бішаром                                                   |
| Подвійна поляризаційна інтерферометрія             | Оцінювати різні механізми дії антимікробних пептидів                                                                                                |
| Твердотільна ЯМР-спектроскопія                     | Вимірювати вторинну структуру, орієнтацію та проникнення антимікробних пептидів у бішари ліпідів у біологічно релевантному рідкокристалічному стані |
| Дифракція нейтронів і рентгенівських променів      | Вимірювати дифракційні картини індукованих пептидами пор всередині мембран в орієнтованих багатошарових шарах або рідинах                           |
| Моделювання молекулярної динаміки                  | Вивчати молекулярну поведінку та шукати специфічні пептидно-ліпідні взаємодії                                                                       |
| Мас-спектрометрія                                  | Вимірювати протеомну відповідь мікроорганізмів на антимікробні пептиди                                                                              |

## Терапевтичні дослідження та застосування
Антимікробні пептиди використовуються як терапевтичні засоби; через короткий період напіввиведення їх використання зазвичай обмежується внутрішньовенним введенням або місцевим застосуванням. Станом на січень 2018 року в клінічному застосуванні були такі антимікробні пептиди:
- Бацитрацин, пневмонія, місцево
- Боцепревір, гепатит С (перорально, циклічний пептид)
- Ванкоміцин, бактеріальні інфекції, IV
- Гуаванін 2, бактеріальні інфекції, проти грампозитивних і грамнегативних бактерій.
- Далбаванцин, бактеріальні інфекції, IV
- Даптоміцин, бактеріальні інфекції, IV
- Енфувіртид, ВІЛ, підшкірна ін'єкція
- Оритаванцин, бактеріальні інфекції, IV
- Тейкопланін, бактеріальні інфекції, IV
- Телапревір, гепатит С (перорально, циклічний пептид)
- Телаванцин, бактеріальні інфекції, IV

### Активність за межами антибактеріальних функцій
Було виявлено, що антимікробні пептиди виконують також інші функції, ніж знищення бактерій і грибків, наприклад, мають противірусну та протиракові дію, відіграють певну роль у неврології. Це призвело до руху за ребрендинг антимікробних пептидів як «пептидів захисту хазяїна», щоб охопити більш широкий спектр їх діяльності.

#### Протиракові властивості
Деякі цекропіни (наприклад, цекропін A і цекропін B) мають протиракові властивості і називаються протираковими пептидами. Гібридні пептиди на основі цекропіну A були вивчені щодо їхніх протипухлинних властивостей. Дефензин плодової мушки запобігає росту пухлини, ймовірно, завдяки зв’язуванню з пухлинними клітинами через модифікації клітинної мембрани, які є типовими для більшості ракових клітин, наприклад, під впливом фосфатидилсерину.

## Дія проти біоплівки
Цекропін A може знищувати уропатогенні клітини E. coli, що утворюють планктонні та прикріплені біоплівки, як окремо, так і в поєднанні з антибіотиком налідиксовою кислотою, синергічно очищаючи інфекцію in vivo (у комахи-хазяїні Galleria mellonella) без нецільової цитотоксичності. Багатоцільовий механізм дії включає створення проникності зовнішньої мембрани з подальшим руйнуванням біоплівки через пригнічення активності помпи, що виводить речовини назовні, та взаємодію з позаклітинними та внутрішньоклітинними нуклеїновими кислотами.

### Інші дослідження
Були проведені певні дослідження для виявлення потенційних антимікробних пептидів у прокаріот, водних організмів, таких як риба і молюски, і однопрохідних, таких як єхидна.

## Селективність
У конкуренції бактеріальних клітин і клітин хазяїна за антимікробні пептиди антимікробні пептиди будуть переважно взаємодіяти з бактеріальною клітиною, а не з клітинами ссавців, що дозволяє їм вбивати мікроорганізми, не будучи значно токсичними для клітин ссавців. Селективність є дуже важливою властивістю антимікробних пептидів, і вона може гарантувати їхню функцію як антибіотиків у захисних системах хазяїна.
Що стосується ракових клітин, вони самі також виділяють людські антимікробні пептиди, наприклад, дефензин, і в деяких випадках, як повідомляється, вони більш стійкі, ніж навколишні нормальні клітини. Тому не можна зробити висновок, що селективність проти ракових клітин завжди висока.

### Фактори
Існують деякі фактори, тісно пов’язані з селективністю антимікробних пептидів, серед яких катіонна властивість є найбільшою. Оскільки поверхня бактеріальних мембран має більший негативний заряд, ніж клітини ссавців, антимікробні пептиди проявлятимуть різну спорідненість до бактеріальних мембран і клітинних мембран ссавців.
Крім того, існують також інші фактори, які впливатимуть на вибірковість. Добре відомо, що холестерол зазвичай дуже поширений у клітинних мембранах ссавців як агент, що стабілізує мембрани, але відсутній у клітинних мембранах бактерій, і його присутність загалом знижує активність антимікробних пептидів через або стабілізацію ліпідного подвійного шару, або взаємодію між холестерином і пептидом. Отже, холестерин у клітинах ссавців захищатиме клітини від нападу антимікробних пептидів.
Крім того, добре відомо, що трансмембранний потенціал впливає на пептидно-ліпідні взаємодії. Існує внутрішній негативний трансмембранний потенціал (від зовнішнього листка до внутрішнього листка клітинних мембран), який буде полегшувати утворення пор у мембрані, ймовірно, сприяючи введенню позитивно заряджених пептидів у мембрани. Для порівняння, трансмембранний потенціал бактеріальних клітин більш негативний, ніж у звичайних клітин ссавців, тому бактеріальна мембрана буде чутливіша до атаки позитивно заряджених антимікробних пептидів.
Також вважається, що підвищення іонної сили, яке загалом знижує активність більшості антимікробних пептидів, частково сприяє селективності антимікробних пептидів шляхом послаблення електростатичних взаємодій, необхідних для початкової взаємодії.

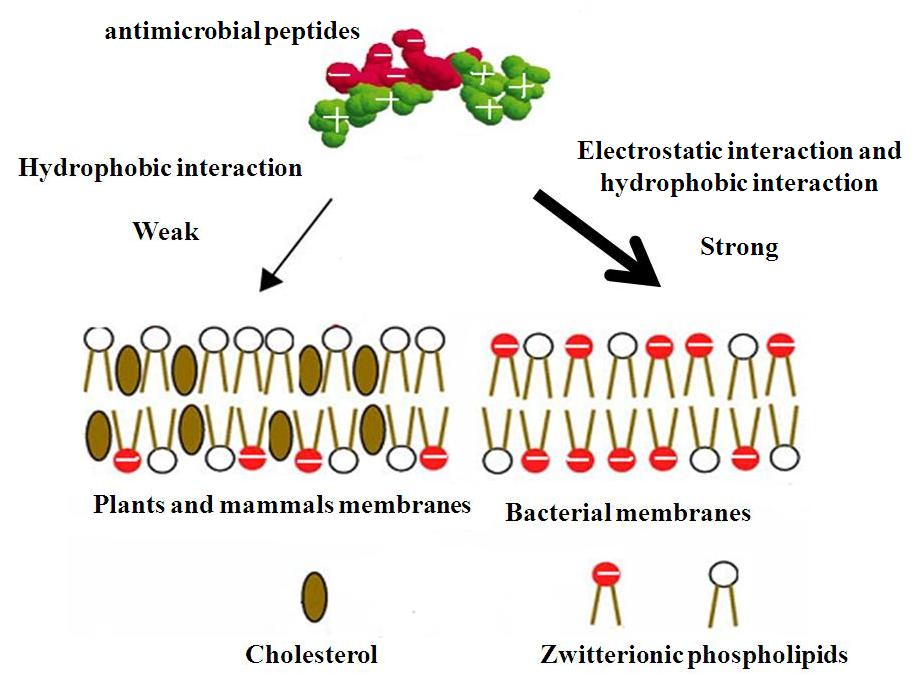
Молекулярні основи клітинної селективності антимікробних пептидів

### Механізм
Клітинні мембрани бактерій багаті на кислі фосфоліпіди, такі як фосфатидилгліцерол і кардіоліпін. "Головки" фосфоліпідів мають великий негативний заряд, і тому зовнішня поверхня бактеріальної мембрани є більш привабливою для атаки позитивно заряджених антимікробних пептидів. Таким чином, взаємодія між позитивними зарядами антимікробних пептидів і негативно зарядженими бактеріальними мембранами є переважно електростатичною взаємодією, яка є головною рушійною силою клітинної асоціації. Крім того, оскільки антимікробні пептиди утворюють структури як з позитивно зарядженою поверхнею, так і з гідрофобною поверхнею, також існують деякі гідрофобні взаємодії між гідрофобними областями антимікробних пептидів і цвітеріонними фосфоліпідами (електрично нейтральними) поверхні бактеріальних мембран, які в цьому випадку дають лише незначний ефект.
Навпаки, зовнішня частина мембран рослин і ссавців в основному складається з ліпідів без будь-яких сумарних зарядів, оскільки більшість ліпідів з негативно зарядженими головними групами в основному спрямовуються у внутрішній листок плазматичних мембран. Таким чином, у випадку клітин ссавців зовнішні поверхні мембран зазвичай складаються з цвітеріонного фосфатидилхоліну та сфінгомієліну, навіть якщо невелика частина зовнішньої поверхні мембрани містить деякі негативно заряджені гангліозиди. Таким чином, гідрофобна взаємодія між гідрофобною поверхнею амфіпатичних антимікробних пептидів і цвітеріонними фосфоліпідами на клітинній поверхні клітинних мембран ссавців відіграє головну роль у формуванні зв’язку пептиду з клітиною. Однак гідрофобна взаємодія є відносно слабкою порівняно з електростатичною взаємодією, таким чином, антимікробні пептиди будуть переважно взаємодіяти з бактеріальними мембранами.
Подвійна поляризаційна інтерферометрія була використана in vitro для вивчення та проведення кількісної оцінки асоціації пептидів з "голівками" фосфоліпідів, вмонтовування у подвійний шар, утворення пор і остаточного руйнування мембрани.

### Контроль
Було докладено багато зусиль для контролю селективності клітин. Наприклад, були зроблені спроби модифікувати та оптимізувати фізико-хімічні параметри пептидів для контролю селективності, такі як сумарний заряд, спіральність, гідрофобність на залишок (H), гідрофобний момент (μ) і кут, утворений позитивно зарядженою полярною стороною спіралі (Φ). Вважається, що інші механізми, такі як введення D- амінокислот і фторованих амінокислот у гідрофобну фазу, порушують вторинну структуру і таким чином зменшують гідрофобну взаємодію з клітинами ссавців. Було також виявлено, що заміна Pro→Nlys у пролін-вмісних антимікробних пептидах з β-поворотами є багатообіцяючою стратегією для розробки нових малих антимікробних пептидів, специфічних до бактеріальних клітин, із внутрішньоклітинними механізмами дії. Було припущено, що пряме прикріплення магаїніну до поверхні субстрату зменшує неспецифічне зв'язування клітин і призводить до покращення чутливості щодо виявлення бактеріальних клітин, таких як Salmonella та E. coli.

## Стійкість бактерій
Бактерії використовують різні стратегії стійкості, щоб уникнути знищення антимікробних пептидів.
Деякі мікроорганізми змінюють чистий поверхневий заряд. Було показано, що наявність D-аланіну із у складі тейхоєвої кислоти на поверхні клітин Staphylococcus aureus зменшує загальний негативний заряд мембрани, і патоген стає менш чутливим до антимікробних пептидів.
Взаємодія антимікробних пептидів з мембранними мішенями може бути обмежена капсульним полісахаридом, як у Klebsiella pneumoniae.
У сальмонели зміни можуть відбуватися в ліпіді А: текучість зовнішньої мембрани зменшується через посилення гідрофобної взаємодії між збільшеною кількістю ацильних хвостів ліпіду А (такі модифікації ліпіду здійснюються шляхом додавання міристату до ліпіду А з 2-гідроксиміристатом і утворення гепта-ацильованого ліпіду А шляхом додавання пальмітату). Вважається, що підвищений гідрофобний момент уповільнює або скасовує введення антимікробного пептиду та утворення пор.
У мембранних білках можуть змінюватися амінокислотні залишки. У деяких грамнегативних бактерій зміна у синтезі білків зовнішньої мембрани корелює зі стійкістю до знищення антимікробними пептидами.
Нетипова гемофільна паличка транспортує антимікробні пептиди всередину клітини, де вони розкладаються. Крім того, H. influenzae реконструює свої мембрани, щоб створити враження, ніби бактерію вже успішно атакували ці пептиди, захищаючи її від атаки інших пептидів.
Можуть залучатися і певні механізми транспорту через мембрани. Касетні транспортери, що зв’язують АТФ, імпортують антимікробні пептиди, а ефлюксний насос їх експортує. Обидва транспортери пов’язані зі стійкістю до антимікробних пептидів.
Бактерії виробляють протеолітичні ферменти, які можуть руйнувати антимікробні пептиди, що призводить до їх резистентності.
Везикули зовнішньої мембрани, що утворюються грамнегативними бактеріями, зв’язують антимікробні пептиди та відокремлюють їх від клітин, тим самим захищаючи клітини. Також відомо, що везикули зовнішньої мембрани містять різні протеази, пептидази та інші літичні ферменти, які можуть відігравати певну роль у деградації позаклітинних пептидів і молекул нуклеїнової кислоти, які, якщо їм дозволити досягти бактеріальних клітин, можуть бути небезпечними для клітин.
Передача сигналів за допомогою циклічного дигуанілату (cyclic-di-GMP) залучена в регуляцію стійкості до антимікробних пептидів у Pseudomonas aeruginosa.
Хоча ці приклади показують, що резистентність може розвиватися природним шляхом, зростає занепокоєння, що використання фармацевтичних копій антимікробних пептидів може спричинити виникнення резистентності частіше та швидше. У деяких випадках резистентність до цих пептидів, що використовуються як фармацевтичні засоби для лікування, може призвести до розвитку стійкості не лише до конкретних пептидів, але й стосовно фізіологічної функції цих пептидів.
Був розроблений підхід до вирішення цієї проблеми за принципом «троянського коня», оскільки він використовує вроджену потребу патогенів у залізі. «Контрабанда» антимікробних речовин усередину збудника здійснюється шляхом зв’язування їх із сидерофорами для подальшого транспортування. Незважаючи на те, що концепція є простою, знадобилося багато десятиліть роботи, щоб подолати складну перешкоду транспортування антимікробних речовин через клітинні мембрани патогенів.

## Приклади

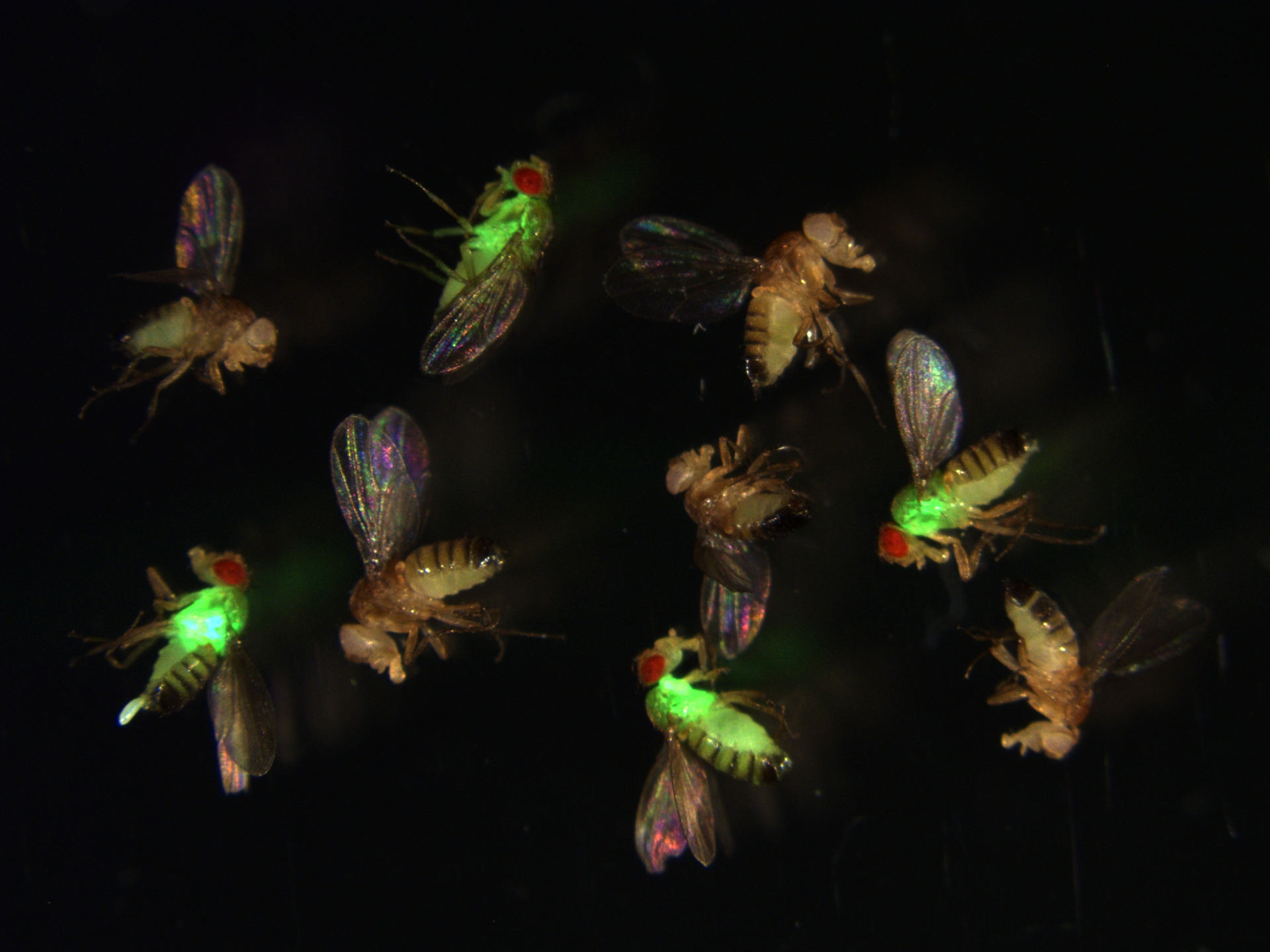
Плодові мушки, заражені бактеріями, що продукують зелений флуоресцентний білок (GFP). Червоноокі мухи, у яких відсутні антимікробні пептидні гени, чутливі до інфекції, тоді як білоокі мухи мають імунну відповідь дикого типу.

Антимікробні пептиди виробляються різними групами живих істот, зокрема:
- бактеріями (різні бактеріоцини)
- грибами (наприклад, пептайболи, плектазин, копсин)
- кнідаріями (наприклад, гідрамацин, аурелін)
- ракоподібними (наприклад, астацидин, калінектин)
- комахами (наприклад, цекропін, атацин, мелітин, мастопаран, дрозоміцин)[75]
- земноводними (наприклад, магайнін, дермасептин, ауреїн)[76][77]
- рибами (наприклад, епінецидин, міксинідин, плевроцидин)
- птахами (наприклад, дефензини птахів)[78]
- ссавцями (наприклад, кателіцидини, альфа- та бета- дефензини, пептид REG3G).

Останніми роками активізувалися дослідження щодо розробки штучно створених імітаторів антимікробних пептидів, таких як синтетичні полімери антимікробних пептидів (англ. structurally nanoengineered antimicrobial polypeptide polymers, SNAPP), що було спричинено частково через непомірну вартість виробництва антимікробних пептидів природного походження. Прикладом цього є катіонний (на поверхні) пептид C18G, який був сконструйований із С-кінцевого домена тромбоцитарного фактора IV людини. У даний час найбільш широко використовуваним антимікробним пептидом є нізин; будучи єдиним антимікробним пептидом, затвердженим FDA, він зазвичай використовується як штучний консервант. 

## Біоінформатика
Існує кілька біоінформаційних баз даних для каталогізації антимікробних пептидів. APD (Antimicrobial Peptide Database — "База даних антимікробних пептидів") є вихідною та модельною базою даних для антимікробних пептидів (https://aps.unmc.edu). На основі APD також були створені інші бази даних, зокрема ADAM (Database of Anti-Microbial Peptides — "База даних антимікробних пептидів"), BioPD (Biologically Active Peptide Database — "База даних біологічно активних пептидів"), CAMP (Collection of Sequences and Structures of Antimicrobial Peptides —"Колекція послідовностей і структур антимікробних пептидів"), DBAASP (Database of Antimicrobial Activity and Structure of Peptides — "База даних антимікробної активності та структури пептидів"), DRAMP (Data Repository of Antimicrobial Peptides — "Сховище даних антимікробних пептидів") і LAMP (Linking AMPs — "Зв’язувальні антимікробні пептиди").
На підставі джерела пептидів, які вони містять, бази даних антимікробних пептидів можна розділити на дві категорії: специфічні бази даних і загальні бази даних. Ці бази даних містять різні інструменти для аналізу та прогнозування антимікробних пептидів. Наприклад, APD має широко використовуваний інтерфейс обчислення. Він також містить посилання на багато інших інструментів. CAMP містить передбачення AMP, калькулятор функцій, пошук BLAST, ClustalW, VAST, PRATT, Helical wheel тощо. Крім того, ADAM дозволяє користувачам шукати або переглядати зв’язки між послідовністю та структурою пептиду. Антимікробні пептиди часто охоплюють широкий діапазон категорій, такі як протигрибкові, антибактеріальні та протитуберкульозні пептиди.
Інтегрований онлайн-ресурс dbAMP надає онлайн-платформу для дослідження антимікробних пептидів із функціональною активністю та фізико-хімічними властивостями на основі даних транскриптомів і протеомів. Є анотації антимікробних пептидів, де надається інформація про послідовність, антимікробну активність, посттрансляційні модифікації, структурну візуалізацію, антимікробну ефективність, цільові види-мішені з мінімальною інгібіторною концентрацією, фізико-хімічні властивості, взаємодії з білками.
Такі інструменти, як PeptideRanker, PeptideLocator і AntiMPmod, дозволяють давати прогнози щодо антимікробних пептидів, тоді як інші були розроблені для прогнозування протигрибкової та протитуберкульозної активності.

### Перелік корисних ресурсів
- ADAM (A Database of Anti-Microbial peptides) — база даних щодо антимікробних пептидів
- AntiFP — прогнозування протигрибкових пептидів
- AntiMPmod — прогнозування антимікробного потенціалу модифікованих пептидів
- MeSH Antimicrobial+Cationic+Peptides
- AntiTbPred — прогнозування протитуберкульозних пептидів
- Antimicrobial Peptide Database — база даних антимікробних пептидів Медичного центру університету штату Небраска
- Antimicrobial Peptide Scanner — сервер прогнозування антимікробних пептидів на основі глибокого навчання
- AntiTbPdb — база даних протитуберкульозних пептидів
- BioPD — база даних біологічно активних пептидів Пекінського університету
- CAMP:Collection of Anti-Microbial Peptides — колекція послідовностей і структур антимікробних пептидів Національного інституту дослідження репродуктивного здоров'я (NIRRH)
- DBAASP — база даних антимікробної активності та структури пептидів
- LAMP — "Зв’язувальні антимікробні пептиди"
- PeptideLocator — прогнозування функціональних пептидів, включаючи антимікробні пептиди, на підставі послідовності білка
- PeptideRanker — пошук біоактивних пептидів, включно з антимікробними пептидами
- modlAMP — пакет Python для обчислювальної роботи з антимікробними пептидами, включаючи обробку послідовності, проектування, прогнозування, обчислення дескриптора та побудову графіків

## Дивіться також
- Білки периферичної мембрани
- Підрахунок віртуальних колоній